# Let's Talking!
Let's Talking! ("¡Hablemos!") es un álbum compilatorio doble de la carrera de Modern Talking y fue lanzado al mercado en 2003 en Hong Kong y Taiwán. Es un álbum doble editado bajo el sello BMG y arreglado por Dieter Bohlen.

## Lista de canciones

### Disco 1
| #   | Título                                                  | Tiempo |
| --- | ------------------------------------------------------- | ------ |
| 1.  | "You're My Heart, You're My Soul" (Dieter Bohlen)       | 5:35   |
| 2.  | "Just We Two (Mona Lisa)" (Dieter Bohlen)               | 4:02   |
| 3.  | "You Can Win If You Want" (Dieter Bohlen)               | 3:57   |
| 4.  | "Save Me - Don't Break Me" (Dieter Bohlen)              | 3:50   |
| 5.  | "Cheri Cheri Lady" (Dieter Bohlen)                      | 3:49   |
| 6.  | "Angie's Heart" (Dieter Bohlen)                         | 3:43   |
| 7.  | "Brother Louie" (Dieter Bohlen)                         | 3:43   |
| 8.  | "Only Love Can Break My Heart" (Dieter Bohlen)          | 3:42   |
| 9.  | "Atlantis Is Calling (S.O.S. for Love)" (Dieter Bohlen) | 3:53   |
| 10. | "Lady Lai" (Dieter Bohlen)                              | 5:02   |
| 11. | "Geronimo's Cadillac" (Dieter Bohlen)                   | 3:20   |
| 12. | "Doctor For My Heart" (Dieter Bohlen                    | 3:21   |
| 13. | "Give Me Peace On Earth" (Dieter Bohlen                 | 4:14   |
| 14. | "Jet Airliner" (Dieter Bohlen)                          | 4:23   |
| 15. | "You Are Not Alone" (Dieter Bohlen)                     | 3:44   |
| 16. | "China In Her Eyes" (Dieter Bohlen)                     | 4:26   |
| 17. | "Win The Race" (Dieter Bohlen)                          | 3:38   |
| 18. | "Ready For The Victory" (Dieter Bohlen)                 | 3:35   |

### Disco 2
| #   | Título                                                                         | Tiempo |
| --- | ------------------------------------------------------------------------------ | ------ |
| 1.  | "You Can Win If You Want [85' Special Dance Version]" (Dieter Bohlen)          | 5:19   |
| 2.  | "Cheri Cheri Lady [85' Special Dance Version]" (Dieter Bohlen)                 | 4:52   |
| 3.  | "Brother Louie [85' Special Long Version]" (Dieter Bohlen)                     | 5:20   |
| 4.  | "Atlantis Is Calling (S.O.S. For Love) [86' Extended Version]" (Dieter Bohlen) | 5:20   |
| 5.  | "Geronimo's Cadillac [86' Long Vocal Version]" (Dieter Bohlen)                 | 5:06   |
| 6.  | "Jet Airliner [87' Fasten-Seat-Belt Mix]" (Dieter Bohlen)                      | 5:55   |
| 7.  | "The Ultimate Nonstop Mix [Space Mix Feat. Eric Singleton]" (Dieter Bohlen)    | 3:37   |
| 8.  | "Cheri Cheri Lady [New Version]" (Dieter Bohlen)                               | 3:03   |
| 9.  | "Brother Louie [New Version]" (Dieter Bohlen)                                  | 3:37   |
| 10. | "You Can Win If You Want [New Version]" (Dieter Bohlen)                        | 3:37   |
| 11. | "Doctor For My Heart" (Dieter Bohlen)                                          | 3:16   |
| 12. | "Geronimo's Cadillac [New Version]" (Dieter Bohlen                             | 3:09   |
| 13. | "Sweet Little Sheila" (Dieter Bohlen                                           | 3:00   |
| 14. | "Atlantis Is Calling (S.O.S. For Love) [New Version]" (Dieter Bohlen)          | 3:24   |
| 15. | "In 100 Years [New Version]" (Dieter Bohlen)                                   | 3:59   |
| 16. | "Jet Airliner [New Version]" (Dieter Bohlen)                                   | 4:00   |
| 17. | "Locomotion Tango" (Dieter Bohlen)                                             | 3:50   |
| 18. | "You're My Heart, You're My Soul [New Version]" (Dieter Bohlen)                | 3:51   |

- Datos: Q81374